# Wahyuharjo
Wahyuharjo is een bestuurslaag in het regentschap Kulon Progo van de provincie Jogjakarta, Indonesië. Wahyuharjo telt 1694 inwoners (volkstelling 2010).